# Ichneumon walleyi
Ichneumon walleyi är en stekelart som beskrevs av Heinrich 1961. Ichneumon walleyi ingår i släktet Ichneumon och familjen brokparasitsteklar. Inga underarter finns listade i Catalogue of Life.